# Puerta Blanca
Puerta Blanca es un barrio perteneciente al distrito Carretera de Cádiz de la ciudad andaluza de Málaga, España. Según la delimitación oficial del ayuntamiento, limita al norte con el barrio Virgen de Belén y el polígono industrial Los Guindos; al este, con el barrio de Los Guindos; al sur, con los barrios de Almudena y Mainake; y al noroeste con Guadaljaire. El barrio acoge a una población de unos 9000 habitantes.
Se trata de un barrio de carácter residencial compuesto por bloques de viviendas de cuatro plantas y torres rodeadas de jardines.

## Historia
El lugar en el que en la actualidad se asienta el barrio era un campo de caña de azúcar conocido como Huerta de Loza. La primera edificación se construyó en 1962 y dos años más tarde se comienza a construir el proyecto Nueva Ciudad Puerta Blanca, orientado a la creación de apartamentos turísticos de cuatro plantas. Sin embargo, las viviendas fueron adquiridas por trabajadores procedentes en su mayoría de los pueblos del interior de la provincia, que en aquellos años llegaban en aluvión a la ciudad. Dada la clase socioeconómica de los nuevos vecinos, las siguientes construcciones fueron torres.
En sus inicios, el barrio carecía de infraestructuras básicas. Aún en 1975, el único colegio del barrio estaba instalado en la segunda planta de un centro comercial, donde se daba clase a 200 alumnos en el turno de mañana y a otros 200 en el de la tarde.
En la actualidad, se encuentra el colegio Tartesos,  creado en 1981 debido a la demanda de escolarización de una barriada joven. 

## Transporte
En autobús queda conectado mediante las siguientes líneas de la EMT: 
| Línea | Trayecto                                       | Recorrido | Frecuencia                             |
| ----- | ---------------------------------------------- | --------- | -------------------------------------- |
| 3     | Puerta Blanca - El Palo (C. de Olías)          | Recorrido | 8 minutos                              |
| 5     | Alameda Principal - Guadalmar (Parque de Ocio) |           |                                        |
| 7     | Parque Litoral - Miraflores                    |           |                                        |
| 9     | Alameda- Churriana                             |           |                                        |
| 10    | Alameda Principal - Churriana                  | Recorrido | 25-30 minutos                          |
| 15    | La Virreina - Santa Paula                      |           |                                        |
| 22    | Avda. Molière - Universidad                    | Recorrido | 10 minutos (16-18 en época no lectiva) |
| 31    | Paseo del Parque - Palacio de Deportes         | Recorrido | 18-25 minutos                          |
| 40    | Paseo de la Farola - Sacaba Beach              |           |                                        |
| A     | Paseo del Parque - Aeropuerto                  | Recorrido | 30-35 minutos                          |
| N1    | Puerta Blanca - El Palo                        | Recorrido | 25 minutos                             |

Metro de Málaga:La Linea 2 Tiene una Estación de Metro con el mismo nombre del Barrio, con Destino a Palacio de los Deportes es su última parada.